# Henrietta (canción)
«Henrietta» fue el primer sencillo lanzado oficialmente por el grupo escocés The Fratellis, bajo la tutela de Vivendi Music. Si bien el grupo anteriormente había desarrollado varios trabajos, su difusión había sido débil y localizada. Este sencillo, fue el que catapultó al grupo británico a un nivel de popularidad destacado. 
Henrietta es además el primer tema que encabeza el álbum debut de la banda, llamado Costello Music.

## Letra y melodía

### Melodía
Henrietta, como todos los demás de la banda de la cual pertenece, es de la autoría de Jon Fratelli; marcando siempre un fuerte estilo alternativo de protesta social, ironía y dosis de "amores perdidos" y picarescas situaciones, propia de los suburbios británicos.
El sencillo, presenta una melodía "sucia" y rápida, marcando un claro estilo de Indie Rock. Si bien existen diferentes versiones del tema, la predominante tanto en el álbum como en el vídeo musical, es la llamada "versión limpia". En ella, se denota un claro trabajo de las consolas de edición durante la grabación. En el tema, además de la guitarra eléctrica, el bajo y la batería; se incorporan dos trombones, una tuba y una trompeta. Estos elementos, si bien no pertenecen a la banda, los acompañan en algunas giras y recitales, como músicos de escenario.
La melodía de la letra, denota un claro estilo "singalong", entendiéndose este como lo popularmente conocido como "pegadizo". Los tonos repetitivos y los rasgueos constantes, encuadran de buena forma con justos cambios de ritmos y lecturas sinfónicas.

### Letra
La letra cuenta una historia semi-biográfica; en donde los tres integrantes de la banda le hacen una petición a una muchacha. Esta mujer, Henrietta, vive una vida opresiva y estructurada. La chica es casada, y su marido es un "viejo gruñón", frío y organizado; cosa que hace que Henrietta sufra por su monótona vida.
Es así, que los muchachos de la banda la invitan a dejar a su marido, sacándole antes su dinero, e irse a vivir con ellos; prometiéndole diversión, libertad y desenfreno sexual.
En fragmentos de la letra, se cuenta la historia de que presuntamente Henrietta ya ha tenido un "acercamiento" hacia los muchachos de la banda. Ellos le piden a Henrietta que considere la situación de opresión, y decida el mejor futuro para ella: la diversión y la libertad, viviendo con ellos.
La letra es sumamente contagiosa e ideal para cantar en recitales, por su tono vocal no muy exigido, y por tratar un tema que toca de cerca a muchas mujeres que siguen la banda.

## Discusiones
Se han montado discusiones de puristas y críticos del género rock, hacia la letra de la banda. Se consideraba como apología a la droga. Esto se dedujo, debido al título de la canción "Henrietta", considerado por algunos de los críticos como un sinónimo popular de Heroína. 
Además, fragmentos de la letra fueron interpretados con doble sentido, dando a entender una referencia hacia la drogadicción y el consumo de estupefacientes. Por ejemplo, las frases "give us a kiss and maybe we can go out" (danos un beso y tal vez podamos salir) - interpretada metafóricamente como "danos un poco y seguiremos con tigo" - y " it's hard to miss you when you follow us about" (es difícil olvidarte cuando nos sigues a todos lados); fueron marcadas como fuerte referencia hacia el consumo de drogas y su dependencia. 
Otro ejemplo, es el fragmento "we'll get you there in some filthy big gondola" (te haremos el amor en una sucia y gran góndola), fue interpretada como "te tomaremos (a la droga) en una sucia y gran góndola" (considerado como un lugar sucio, vacío y alejado).
Así también lo fueron las frases "we'd love to hate you but we don't have no choice | come be our wa ha ha ha | honey, honey three four one time once more" (nos encantaría odiarte pero no tenemos opción | ven, y se nuestra | nena, nena, tres, cuatro, una vez, una vez más).
Esto, fue desmentido rotundamente por los miembros de la banda y su productora, acusando que los contenidos de la letra eran solamente una historia de "opresiones y libertades de una mujer que quiere disfrutar la vida", y que justamente "Henrietta" es su nombre, y no es una referencia a otra cosa más que no sea esta.
- Datos: Q9002905